# Computer Bild
Computer Bild aus dem Axel-Springer-Verlag ist eine Computerzeitschrift, die in mehreren Ländern, teils unter anderem Namen, herausgegeben wird.
Die erste deutsche Ausgabe erschien am 2. September 1996 zu einem Preis von 1,- DM (Deutsche Mark) unter der Leitung des damaligen Chefredakteurs Harald Kuppek. Neben Computertechnologie deckt die Zeitschrift Themen wie Telekommunikation, Hi-Fi, Video und TV ab. Regelmäßig erscheinen Berichte über Automobile. Laut Editorial der Erstausgabe sollten „[...] echte Verständlichkeit, Lesespaß, klare Urteile mit Ampelfarben und teure, aufwendige Vergleichstests den Lesern in diesem Info-Dschungel an die Hand nehmen.“

## Deutschland

Logo bis 4. Mai 2022

In Deutschland war im zweiten Quartal 2024 die Computer Bild hinter der c’t die zweitgrößte Computerzeitschrift nach verkaufter Auflage.
Die Eigenschreibweise in Deutschland ist COMPUTERBILD, auch kurz CoBi und CB.

### Inhalte
Die Zeitschrift richtet sich an PC-Einsteiger, die das Betriebssystem Microsoft Windows verwenden. Computer-Fachbegriffe werden anschaulich erklärt. Bildschirmfotos illustrieren die Erläuterungen und zeigen dem Leser jeden Schritt per Mausklick detailliert. Jede Ausgabe enthält Tests zu verschiedenen Arten von elektronischem Zubehör (z. B. Speicherkarten) oder gängiger Hardware.

### Varianten
Computer Bild wird bei Zeitschriftenhändlern in Deutschland, Österreich und der deutschsprachigen Schweiz als DVD-Variante verkauft.
Die DVD enthält die im Heft besprochene Software und ein oder mehrere Gratisversionen des Programms aus dem Titelthema der Ausgabe.
Die ursprünglich am Kiosk erhältliche CD-Ausgabe wurde ab Herbst 2019 nur noch als Abo angeboten und inzwischen eingestellt.
2019 war auch eine Ausgabe ohne optischen Datenträger erhältlich.
Auf der DVD war zusätzlich zu den Inhalten der CD fast immer ein Film vertreten, der sich auch auf einem DVD-Player abspielen ließ; seit Dezember 2019 bietet Computer Bild keinen Film mehr auf DVD an, sondern einen Gutschein für den jeweiligen Film, um diesen bei Netzkino in HD zu streamen. Auf jedem Medium sind (seit 2020) Avira Antivirus Pro und der Computer Bild-Abzockschutz enthalten. Die Medien enthalten meist ein bis fünf Kaufprogramme, nur Sondereditionen enthalten mehr solcher Programme.
Computer Bild ist in Deutschland im Abonnement mit DVD verfügbar. Frei Haus geliefert kostet sie genauso viel wie im Kioskverkauf. Außerdem gibt es seit dem 2. Quartal 2012 noch ein E-Paper-Abo.

### Leitung
Harald Kuppek hatte die Zeitschrift gegründet und war bis Dezember 2006 auch Herausgeber und Chefredakteur. Von 2007 bis 2016 war der Herausgeber der ehemalige Bild-Chefredakteur (bis 2015) Kai Diekmann.
Ab Oktober 2006 war Hans-Martin Burr Chefredakteur. Er verließ das Unternehmen am 28. Februar 2012 auf eigenen Wunsch. Von 2012 bis 2017 war Axel Telzerow Chefredakteur. Auf ihn folgte im Januar 2018 Dirk General-Kuchel.

### Sonderhefte und Zubehör
Computer Bild veröffentlicht regelmäßig Sonderhefte.
Computer Bild bot in Zusammenarbeit mit Kaspersky Lab die Kaspersky Security Suite CBE (Computer Bild-Edition) an, welche sich in fast jeder CD-/DVD-Ausgabe bis Oktober 2012 befand und bis Mai 2013 gültig war. Im Mai 2013 wurde Kaspersky jedoch gegen Norton Internet Security CBE getauscht, welche wiederum Anfang 2014 durch die G Data Security Suite CBE ersetzt wurde. Die Kaspersky Security Suite CBE war immer die Vorgängerversion der aktuellen Kaspersky Internet Security und war für Windows ab XP geeignet. Außerdem wird eine Software mit dem Namen Computer Bild-Abzockschutz angeboten, die vor Betrügern im Internet warnen soll.

### Bücher
Im Ullstein-Verlag sind Taschenbücher zu verschiedenen Computerthemen unter dem Namen Computer Bild erschienen, die im Buchhandel erhältlich oder über den Online-Shop bestellbar sind.

### Computer Bild vs. Unister
Am 28. Juni 2012 veröffentlichte Computer Bild in der Ausgabe 15/2012 Rechercheergebnisse, die nahelegten, dass das Leipziger Unternehmen Unister das Vertrauen von potenziellen Kunden mit unsauberen Methoden zu erlangen versucht und sie hiernach „abzockt“, beispielsweise mit den Webseiten fluege.de, Flug24.de, Billigfluege.de, ab-in-den-urlaub.de, Travel24.com, Reisen.de, Preisvergleich.de oder Partnersuche.de. Nach einer nicht erfolgreichen Abmahnung seitens Unister Anfang Juli 2012 erwirkte Unister einen Gerichtsbeschluss am Landgericht Leipzig, um eine weitere Verbreitung der Computer-Bild-Ausgabe zu verhindern.
Zu den Vorwürfen der Computer Bild gegen Unister gehörten unzulässig aufgeschlagene Service-Pauschalen, ein undurchsichtiges Firmenkonstrukt, erfundene gestrichene höhere Vergleichspreise bei Flugangeboten, erkaufte scheinbare Verbraucherschutzsiegel, konstruierte Vergleichsportale, die nur Konzernfirmen miteinander verglichen, ohne diese Zusammengehörigkeit offenzulegen, und anderes.

### Auflage
Computer Bild hat in den vergangenen Jahren erheblich an Auflage eingebüßt. Die verkaufte Auflage ist seit 1998 um 92,1 Prozent gesunken. Sie beträgt gegenwärtig 74.875 Exemplare. Das entspricht einem Rückgang von 874.586 Stück. Der Anteil der Abonnements an der verkauften Auflage liegt bei 43,3 Prozent.
| 1998   | 1999    | 2000    | 2001   | 2002   | 2003   | 2004   | 2005   | 2006   | 2007   | 2008   | 2009   | 2010   | 2011   | 2012   | 2013   | 2014   | 2015   | 2016   | 2017   | 2018   | 2019   | 2020   | 2021   | 2022  | 2023  | 2024  |
| ------ | ------- | ------- | ------ | ------ | ------ | ------ | ------ | ------ | ------ | ------ | ------ | ------ | ------ | ------ | ------ | ------ | ------ | ------ | ------ | ------ | ------ | ------ | ------ | ----- | ----- | ----- |
| 949461 | 1031528 | 1056567 | 916854 | 972467 | 878438 | 858934 | 713174 | 654538 | 712347 | 728480 | 686527 | 593361 | 502420 | 532270 | 441762 | 334720 | 272705 | 218199 | 215815 | 197080 | 165476 | 141505 | 118927 | 97568 | 89735 | 74689 |

| 1998  | 1999  | 2000  | 2001  | 2002   | 2003   | 2004   | 2005   | 2006   | 2007   | 2008   | 2009   | 2010   | 2011   | 2012   | 2013   | 2014  | 2015  | 2016  | 2017  | 2018  | 2019  | 2020  | 2021  | 2022  | 2023  | 2024  |
| ----- | ----- | ----- | ----- | ------ | ------ | ------ | ------ | ------ | ------ | ------ | ------ | ------ | ------ | ------ | ------ | ----- | ----- | ----- | ----- | ----- | ----- | ----- | ----- | ----- | ----- | ----- |
| 48719 | 58788 | 82238 | 96972 | 128597 | 127141 | 124706 | 118006 | 123072 | 123817 | 125833 | 116508 | 116876 | 120145 | 114474 | 112472 | 99061 | 82914 | 75532 | 79211 | 88965 | 83004 | 75208 | 71406 | 59132 | 46558 | 33386 |

### Internetportal
Im Juli 2007 hat Computer Bild ein Internetportal gestartet, das zugleich die Onlineinhalte von Computer Bild Spiele und Audio Video Foto Bild beinhaltet. Das Onlineportal wurde von der Computerbild Online-Dienstleistungs-GmbH betrieben. Neben Inhalten der Druckzeitschrift gibt es tagesaktuelle Meldungen, einen interaktiven Preisvergleich und es gab bis 2018 ein Forum zu den Themen Hardware, Software und Telekommunikation. Chefredakteur des Onlineangebots ist Felix Disselhoff.
Im Februar 2012 wurde aufgrund der stark gesunkenen Verkaufsauflage bekannt gegeben, dass die Redaktion der Druckausgabe mit der Onlineausgabe unter dem Dach der Computer Bild Digital GmbH zusammengelegt wird (Teilbetriebsübergang). Da diese Tochterfirma im Unterschied zur bisherigen direkten Arbeitgeberin Axel Springer AG nicht tarifgebunden ist, protestierten Mitarbeiter der Printredaktion gegen das Vorgehen.
Im August 2013 unterzog die Axel Springer AG die Webseite von Computer Bild einem Relaunch. Laut dem Unternehmen sollten dadurch neue Stammnutzer und neue Zielgruppen erreicht werden.
Die Webseite von Computer Bild konnte laut AGOF im Mai 2013 13,56 Millionen Menschen (Unique User) erreichen. Die IVW wies im Juli 2013 42,67 Millionen Gesamtbesuche (Visits) aus.

### Ableger
Als Ableger erschien zuerst im November 1999 Computer Bild Spiele, die im August 2019 nach der Ausgabe 9/2019 als Druckausgabe eingestellt wurde. Die Redaktion soll nur noch für die Internetseite computerbild.de journalistisch im Computerspielebereich tätig sein. Danach folgte im Dezember 2004 Audio Video Foto Bild, die aus der Unterhaltungselektronik-, Musik- und Filmredaktion der Computer Bild herausentwickelt wurde. Sie wurde nach der am 11. Dezember 2023 erschienenen Ausgabe 1/2024 eingestellt.

## Außerhalb Deutschlands
Inzwischen wurden, vorwiegend in Osteuropa, Ableger der Computer Bild gegründet:
- Bulgarien, seit 2006: Computer Bild България, über ein Tochterunternehmen der WAZ, Media EGmbH, lizenziert, erscheint zweiwöchentlich[33][34]
- Frankreich, ab 14. Mai 1998: Computer Plus (14-täglich, über Joint ventures ASPA zwischen dem Axel-Springer-Verlag und Les Editions Philippe Amaury.)[35] (nach kurzer Zeit eingestellt)
- Italien, seit 27. Dezember 2004: Computer Bild Italia (mit Lizenznehmer Edizioni Master SpA)[36][37]
- Litauen, ab 24. September 2004[36]: Computer Bild Lietuva (eingestellt)
- Nordmazedonien, seit 24. Dezember 2004 (mit Lizenznehmer Neotek)[36]
- Polen, seit Oktober 1998: Komputer Świat[38][36][39]
- Rumänien, ab 3. Oktober 2005: Computer Bild Romania über Edipresse AS Romania, Joint Venture von Axel Springer und Edipresse[40][41] (eingestellt)
- Russland, ab 2006: Computer Bild Russia[42] Im Frühjahr 2013 wurde Computer Bild Russia von Burda übernommen.[43][44]
- Spanien, seit 16. Oktober 1998: Computer Hoy[45][36][46]
- Tschechische Republik, ab 8. Oktober 2003, 14-täglich: Svět Počítačů, erhielt 2004 die Auszeichnung „Star of the Year“ als  beste Markteinführung 2003 im Bereich Zeitschriften.[47] (eingestellt, auf der früheren Internetseite wird ein Shop für Computer und Elektronik betrieben)[36][48]